# Тор Клифтона — Поля
Тор Клифтона — Поля — пример компактного лоренцева многообразия, не являющегося геодезически полным.
Пример показывает, что теорема Хопфа — Ринова не обобщается на псевдоримановы многообразия. Этот пример был построен (но не опубликован) Йитоном Клифтоном и Уильямом Полем в 1962 году.

## Построение
Рассмотрим многообразие {\displaystyle M=\mathbb {R} ^{2}\setminus \{0\}} с метрикой:
{\displaystyle g={\frac {2\cdot dx\,dy}{x^{2}+y^{2}}}}
Любая гомотетия является изометрией {\displaystyle M}, в частности, таково следующее отображение:
{\displaystyle \lambda (x,y)=2\cdot (x,y)}
Пусть {\displaystyle \Gamma } — подгруппа группы изометрии, порожденная {\displaystyle \lambda }.
Фактор {\displaystyle M} по {\displaystyle \Gamma } является тором {\displaystyle T=M/\Gamma } — он и называется тором Клифтона — Поля.

## Свойства
Геодезическая неполнота
Легко проверить, что кривая
{\displaystyle \sigma (t):=\left({\frac {1}{1-t}},0\right)}
есть геодезическая в {\displaystyle M}, которая не полна (поскольку она не определена при {\displaystyle t=1}).
Следовательно, {\displaystyle M} и {\displaystyle T=M/\Gamma ,} не являются геодезически полными.
На самом деле, каждая нуль-геодезическая на {\displaystyle M}, а значит и на {\displaystyle T=M/\Gamma }, не является полной.
Сопряженные точки
Торы Клифтона — Поля также не имеют сопряженных точек.